# Kovatjevtsi (ort)
Kovatjevtsi (bulgariska: Ковачевци) är en ort i Bulgarien.   Den ligger i kommunen Obsjtina Kovatjevtsi och regionen Pernik, i den västra delen av landet, 40 km väster om huvudstaden Sofia. Kovatjevtsi ligger 685 meter över havet och antalet invånare är 469.
Terrängen runt Kovatjevtsi är huvudsakligen kuperad, men åt sydost är den platt. Närmaste större samhälle är Pernik, 18,5 km öster om Kovatjevtsi. 